# Überseequartier (Hamburgs tunnelbana)
Überseequartier station är en tunnelbanestation i Hamburgs nybyggda stadsdel HafenCity som trafikeras av tunnelbanans linje U4. Stationen öppnade 29 november 2012 och dess väggar är i olika nyanser av blått och ska påminna om en undervattensvärld.. Stationen beräknas att användas av 35000 passagerare dagligen och ligger vid jättegallerian Westfield Hamburg-Überseequartier. I närheten ligger Internationella maritima museet Hamburg. 

## Bilder

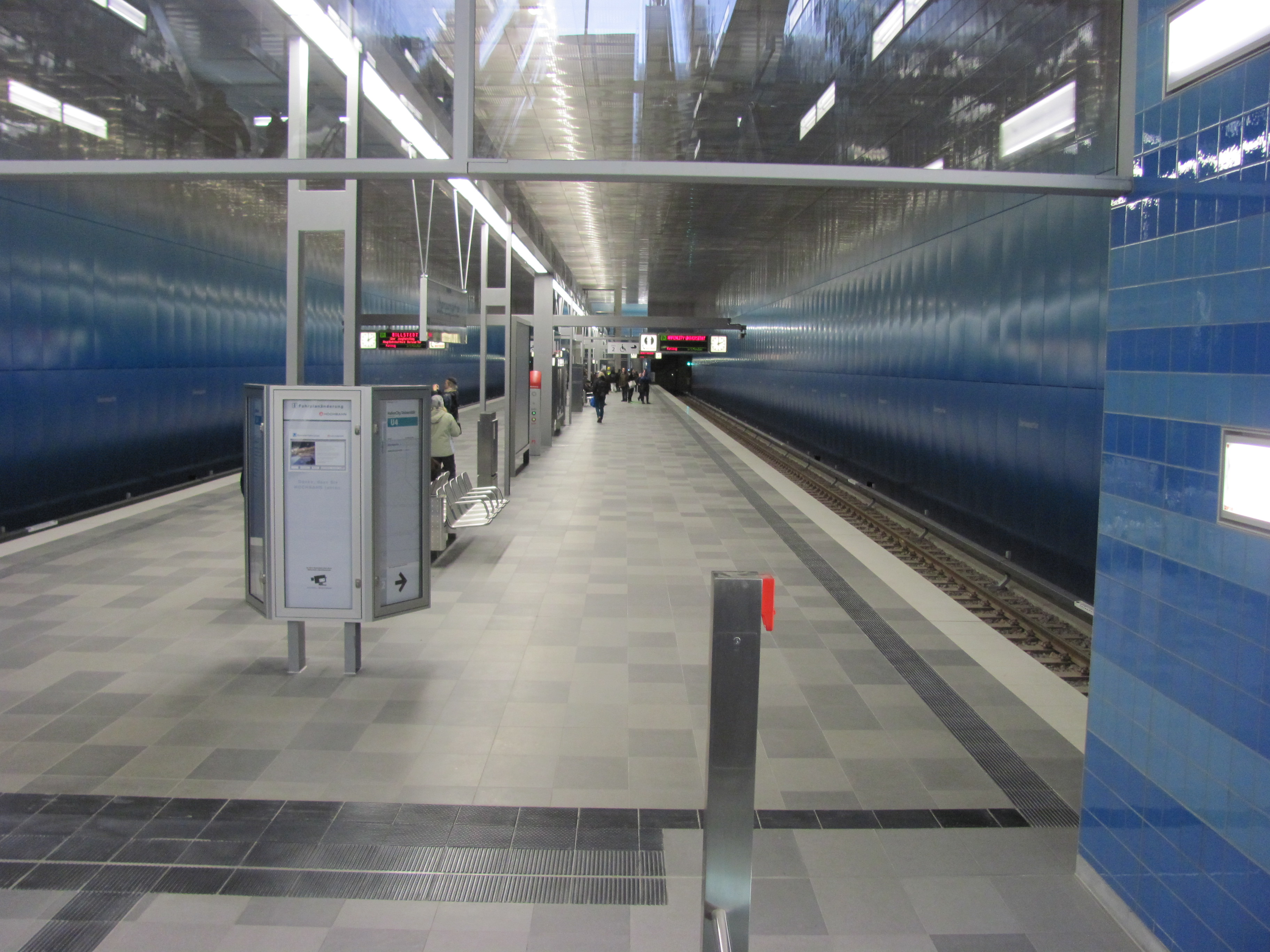
Perrongen med väggarna som går i olika nyanser av blått.
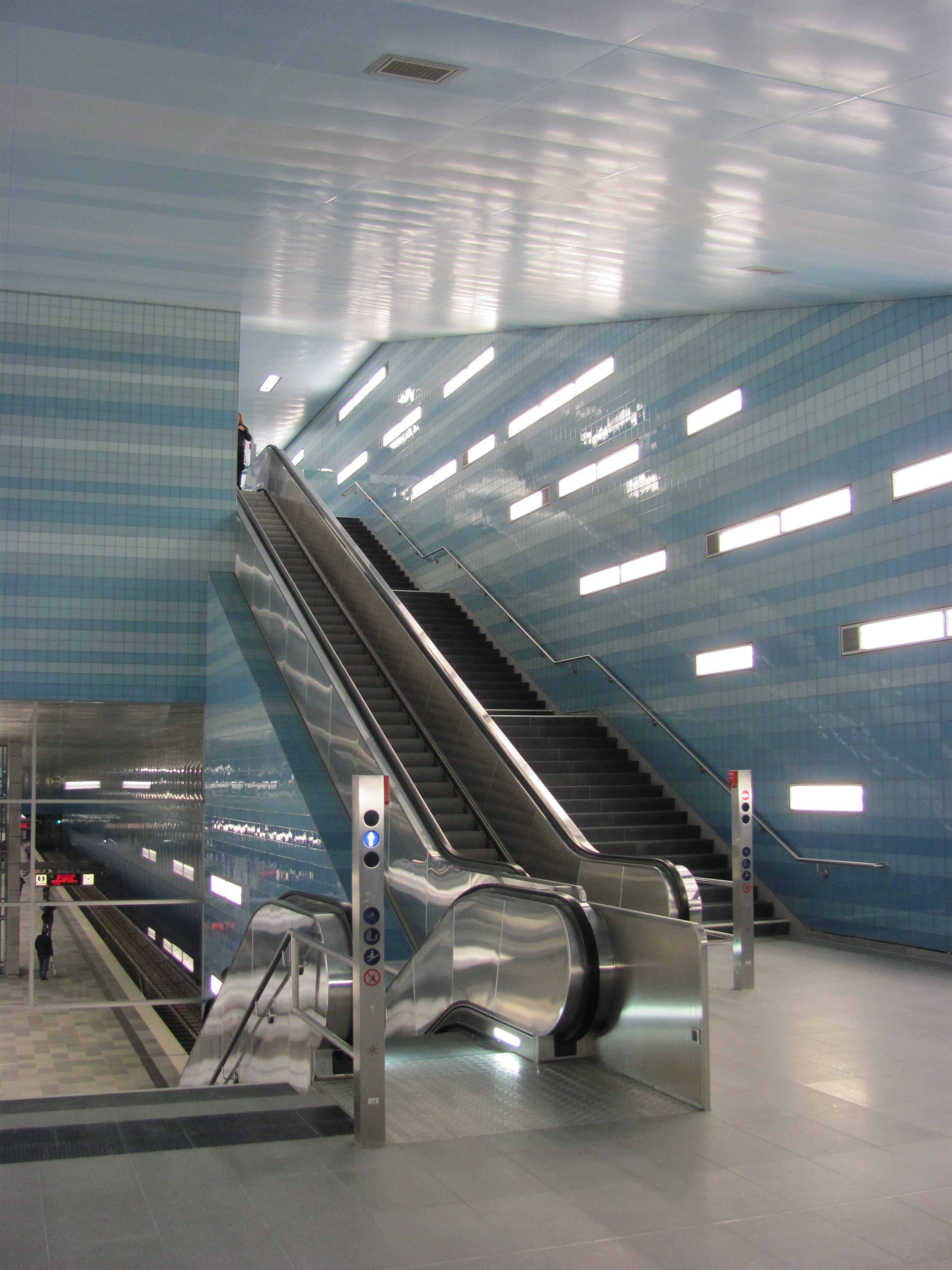
Rulltrappa ner till perrongen.
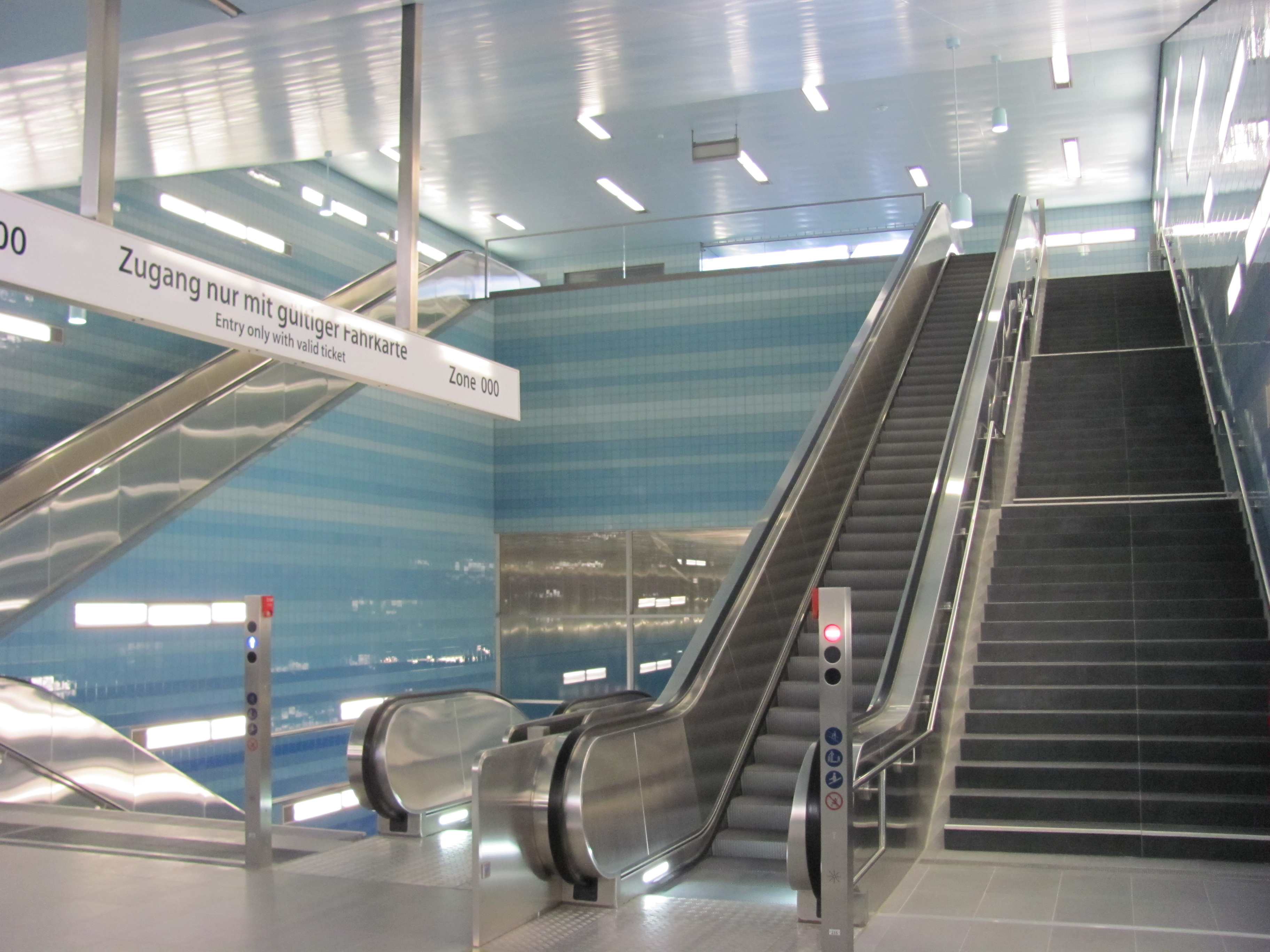
Västra utgången
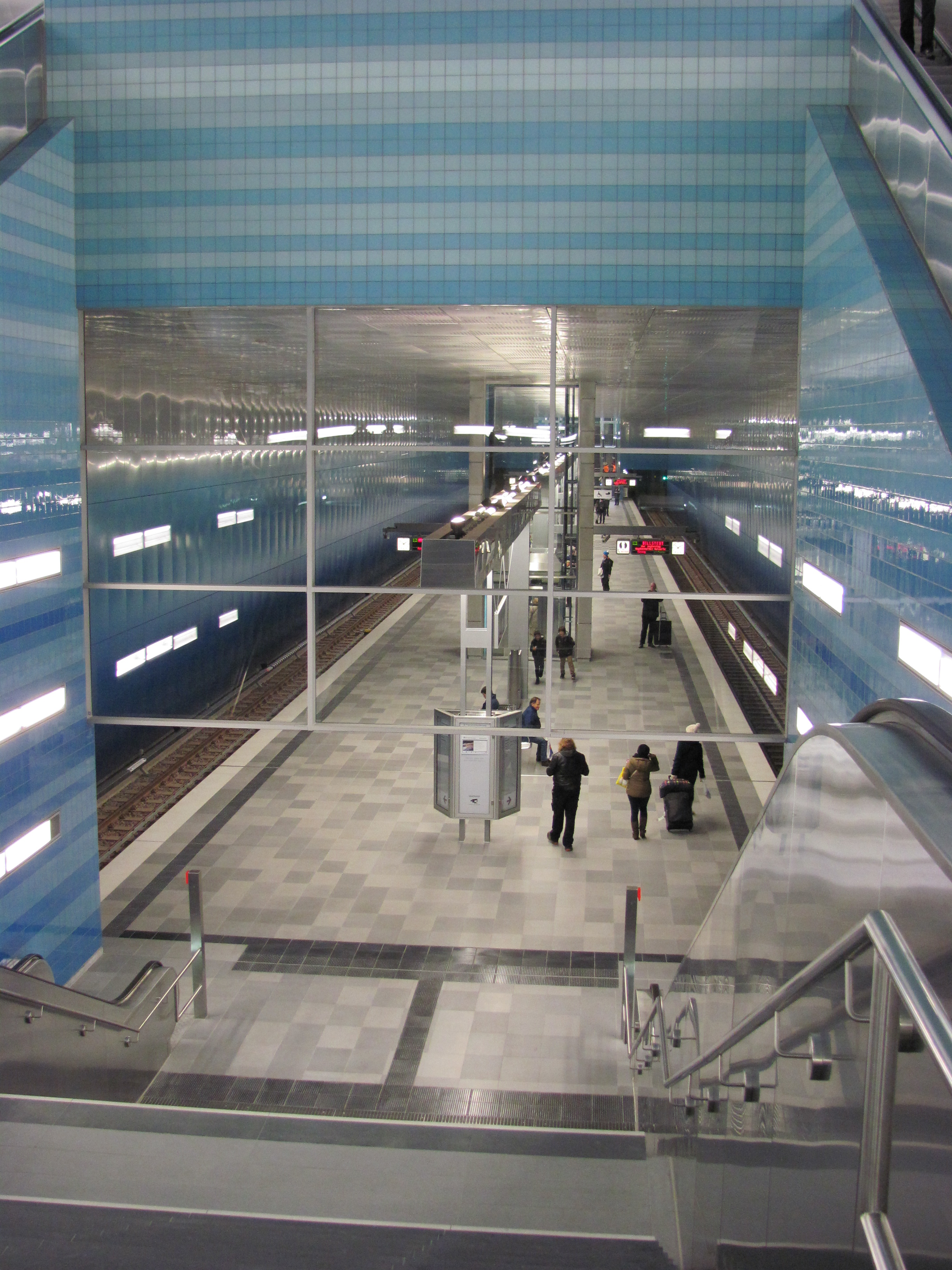